# Playa de Juno

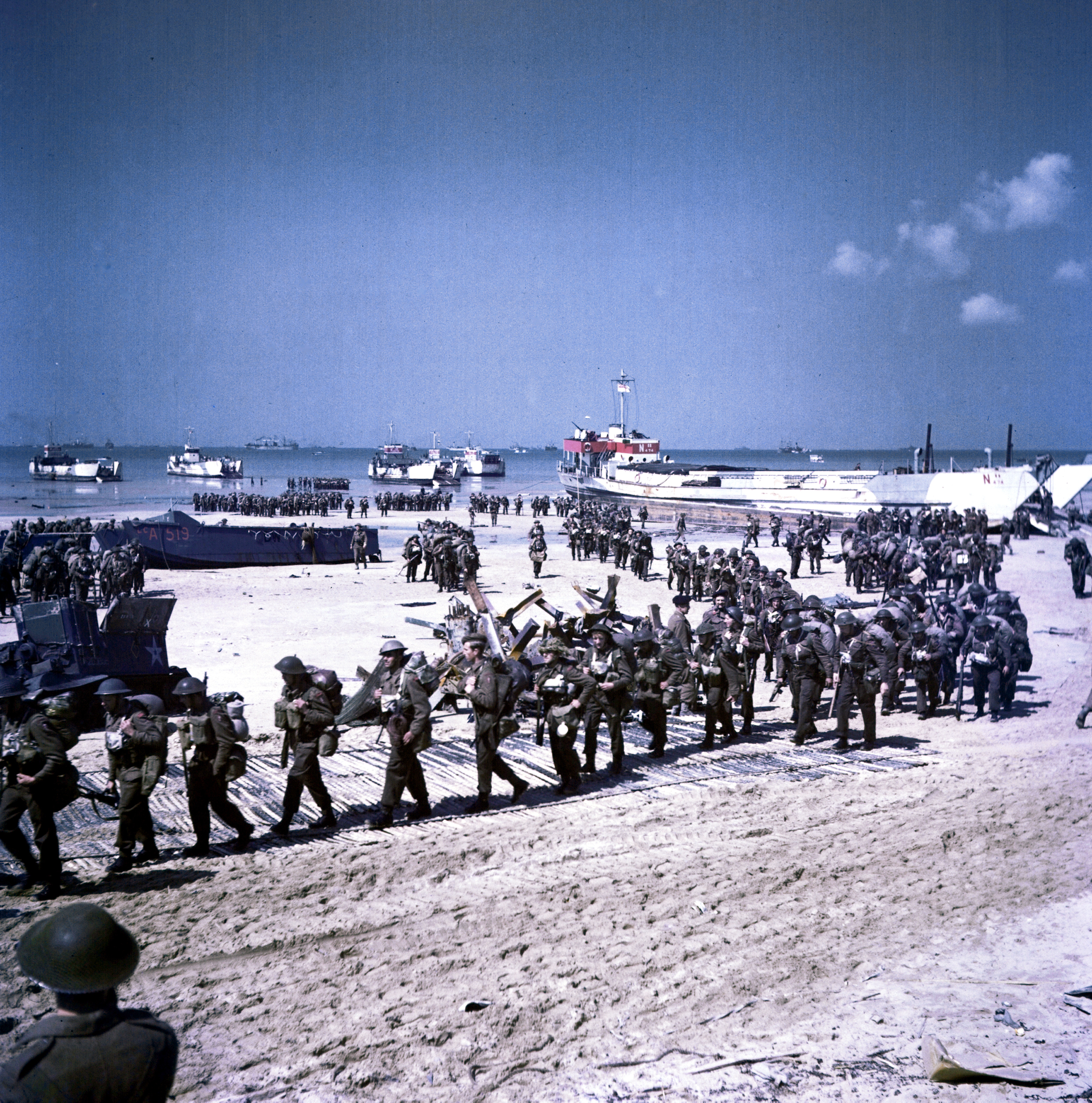
Tropas Canadienses desembarcando en la playa.

Playa de Juno (Juno Beach) es el nombre en clave que recibió uno de los tramos de costa francesa durante el desembarco de Normandía. Esta playa está situada entre las playas de Sword y Gold, entre las poblaciones de Saint-Aubin-sur-Mer y Courseulles-sur-Mer. Fue tomada principalmente por tropas  de la tercera división canadiense   y británicas.

## Desarrollo
El objetivo de la operación era que las tropas canadienses rompieran las defensas del muro atlántico en el sector y unirse a las fuerzas de las playas de Gold al oeste y Sword al este. 
El desembarco fue retrasado por las inclemencias del clima, lo que provocó la merma de la playa, lo que dificultó el asalto al quedar mucho del equipo encallado en la arena. Al realizarse el asalto, la defensa de las tropas de Reich las bajas fueron prohibitivas al morir el 50% de los asaltantes y ya llegada la medianoche se pudieron unir con las tropas de Gold pero no con Sword, en el mes las tropas canadienses tomaron las carreteras de RN 13, y las localidades de Carpiquet y Caen.